# Ter, Ljubno
Ter je naselje v Občini Ljubno.